# Uterqüe
Uterqüe est une marque de vêtements fondée en 2008 et appartenant au groupe espagnol Inditex, qui possède également les marques Massimo Dutti, Bershka, Pull and Bear, Stradivarius et Oysho. 
En 2021, Inditex annonce a fermeture de tous les magasins physiques Uterqüe, la marque restant disponible au sein de la chaîne de magasins Massimo Dutti et via la vente en ligne. 